# The Broadway Melody
The Broadway Melody é um filme estadunidense de 1929, do gênero musical, dirigido por Harry Beaumont, com roteiro de Norman Houston e James Gleason baseado em história original de Edmund Goulding.

## Sinopse
O filme relata os romances das estrelas de musicais do famoso bairro teatral de Nova Iorque, a Broadway. Queenie e Hank Mahoney são duas irmãs que se apaixonam pelo mesmo homem, Eddie Kearns.

## Elenco principal
- Charles King ....  Eddie Kearns
- Anita Page ....  Queenie Mahoney
- Bessie Love ....  Hank Mahoney
- Jed Prouty ....  tio Jed
- Kenneth Thomson ....  Jock Warriner
- Edward Dillon ....  diretor de palco
- Mary Doran ....  Flo
- Eddie Kane ....  Francis Zanfield
- J. Emmett Beck ....  Babe Hatrick
- Marshall Ruth ....  Stew, assistente de Mr. Zanfield
- Drew Demorest ....  Turpe

## Prêmios e indicações
Oscar 1930 (EUA)
- Venceu na categoria de melhor filme.
- Indicado na categoria de melhor atriz principal (Bessie Love) e melhor diretor.

## Sequências eremakes
- O filme se tornou tão popular, que três outros filmes com títulos similares (Broadway Melody of 1936, Broadway Melody of 1938 e Broadway Melody of 1940) foram lançados pela MGM. Apesar de que não eram sequências no estilo tradicional, todos os filmes apresentavam a mesma história de um grupo de pessoas estrelando uma peça musical de teatro.
- O filme original também teve um remake, em 1940, chamado Two Girls on Broadway (Duas garotas na Broadway, em português).
- Outro remake de The Broadway Melody estava planejado para ser filmado em 1942, com Gene Kelly e Eleanor Powell no elenco, mas a produção foi cancelada no último minuto.
- Broadway Rhythm (Ritmo da Broadway), um musical de 1944 da MGM, era para ter sido intitulado como Broadway Melody of 1944.